# Aredolpona succedanea
Aredolpona succedanea là một loài bọ cánh cứng trong họ Cerambycidae.